# Abdoulaye Diarra (athlétisme)
Pour les articles homonymes, voir Diarra et Oxmo Puccino.
Abdoulaye Diarra, né le 27 mai 1988 à Dreux (Eure-et-Loir), est un athlète franco-malien.

## Biographie
Handballeur de formation, Abdoulaye Diarra se rend compte qu'il saute aussi facilement loin que haut. En 2004, à seize ans, il atteint déjà 2,04 m. Fantasque show-man, avec son mètre 84, on le pense formé davantage au triple saut, comme son grand frère Alassane champion de France espoirs en 2003. Dans cette discipline, il collectionne les médailles dans les catégories jeunes avec pour principaux concurrents Benjamin Compaoré et Teddy Tamgho. Pendant plusieurs années, il jongle entre la translation horizontale et celle verticale. Avec une certaine facilité, il est de toutes les campagnes en équipe de France jeunes. En 2007, il réussit même la performance de se hisser en finale des Championnats d'Europe juniors aussi bien au triple-saut (9e) qu'à la hauteur (10e). Longtemps, il refuse de choisir entre les deux disciplines avant que les résultats n'orientent sa décision.
En 2008, alors qu'il plafonne à 16,50 m au triple, Diarra décolle subitement à la hauteur. À la surprise générale, il rafle le titre de champion de France en salle avec 2,25 m. L'année suivante, il conserve son bien et égale le vieux record de France espoirs avec 2,27 m. Le record n'est toutefois pas homologué,. À vingt ans, il est programmé pour le haut niveau mais il se voit refuser son admission à l'INSEP pour une erreur de jeunesse,.
Sans cadre autour de lui, Abdoulaye doit rentrer dans la vie active, ne pouvant vivre de son sport. Il se fait embaucher dans une usine et s'astreint au rythme des 3x8. Ce nouveau cycle et des sorties ont raison de ses performances. Il continue tout de même à sauter haut avec les 2,20 m atteint régulièrement. Entre 2010 et 2015, il ajoute cinq médailles nationales à son palmarès mais jamais l'or. Barré par Mickael Hanany et trop irrégulier quand ce dernier est absent, le sauteur du DACA ne parvient pas à accrocher le wagon de l'équipe de France et attrape finalement celui du Mali, le pays de ses parents, dont il porte les couleurs à partir de 2013.
En 2015, son entraîneur à Dreux, Hervé Bouffinier, déclare : « Abdoulaye avait des capacités au-dessus de la moyenne. Une formidable puissance physique. Je pense qu'il aurait pu réussir 17 m au triple saut, mais c'était plus facile pour lui d'exister à la hauteur. Mais il n'a pas suffisamment travaillé. Il avait pourtant le potentiel pour battre le record de France, pour faire du très haut niveau et gagner de l'argent. Pour cela, il aurait fallu entretenir son corps, se pencher sur la diététique. Pour moi, il n'a exploité que 50 % de son potentiel. Il a obtenu beaucoup de choses dans la facilité au départ ».

## Palmarès
| Années          | 2008       | 2009       | 2010      | 2011 | 2012      | 2013      | 2014 | 2015      | 2016      | 2017      |
| --------------- | ---------- | ---------- | --------- | ---- | --------- | --------- | ---- | --------- | --------- | --------- |
| France en salle | 1er 2,25 m | 1er 2,18 m |           |      |           |           |      | 2e 2,19 m | 1er 2,21m | 1er 2,22m |
| France Élite    |            |            | 3e 2,21 m |      | 3e 2,23 m | 2e 2,24 m |      |           | 2e 2,12 m |           |
| Europe en salle |            |            |           |      |           | 13e       |      |           |           |           |